# Discographie de Takanori Nishikawa
Discographie du chanteur japonais Takanori Nishikawa.

## T.M.Revolution
Sous l'appellation T.M.Revolution, le chanteur a sorti 9 albums studios, 2 compilations de single, 2 albums "d'auto-reprises", 24 singles, 9 VHS et 9 DVD.

### Albums
MAKES REVOLUTION (12 août 1996)
- 1. We Make Revolution
- 2. dokusai -monopolize- ESPECIAL D-Mix
- 3. BLACK OR WHITE? ESPECIAL "MATT" Mix
- 4. PIN UP LADY
- 5. yume no shizuku
- 6. URBAN BEASTS
- 7. hesojokujo -venus- ESPECIAL D-Mix
- 8. LIAR'S SMILE
- 9. HEALING MY SOUL

restoration LEVEL➝3 (21 février 1997)
- 1. restoration LEVEL → 3
- 2. HEART OF SWORD ~yoake mae~ ESPECIAL "MATT" Mix
- 3. Tomorrow Meets Resistance
- 4. DYNAMITE PASSION
- 5. kageri
- 6. tomedonasouna BOKUra ~BEDLESS NIGHT SLIDER~
- 7. IMITATION CRIME
- 8. SHAKIN' LOVE '97 ~LIVE REVOLUTION~
- 9. HEART OF SWORD ~yoake mae~

triple joker (21 janvier 1998)
- 1. aoi hekireki
- 2. OH! MY GIRL, OH MY GOD! -MORNING SURPRISE MIX-
- 3. WHITE BREATH -MORE FREEZE MIX-
- 4. O.L
- 5. MID-NITE WARRIORS
- 6. LEVEL 4 -LEVEL→V MIX-
- 7. Slight faith
- 8. MinD ESCAPE
- 9. Joker -G CODE MIX-
- 10. Twinkle Million Rendezvous
- 11. HIGH PRESSURE -MORE HEAT MIX-
- 12. JUST A JOKE

the force (10 mars 1999)
- 1. WILD RUSH (Album mix)
- 2. UNTOUCHABLE Girls (Album mix)
- 3. THUNDERBIRD (Album mix)
- 4. anadori ga taki bokura
- 5. HOT LIMIT (Album mix)
- 6. Salsa Bazaar
- 7. AQUALOVERS~DEEP into the night (Album mix)
- 8. totteokino ohanashi~shinsetu renai shinkaron
- 9. DREAM DRUNKER
- 10. Burnin' X'mas (Album mix)
- 11. True Merry Rings
- 12. Proimised FORCE

progress (12 octobre 2000)
- 1. resurrection I
- 2. I.D.~LOVE ME CRAZY~
- 3. LOVE SAVER
- 4. BLACK OR WHITE? version 3
- 5. last resort
- 6. madan ~Der Freischütz~
- 7. VITAL BURNER
- 8. Private Storm
- 9. fragile
- 10. HEAT CAPACITY
- 11. Trace Millennium Road
- 12. Master Feel Sad
- 13. LIGHT MY FIRE
- 14. resurrection II

coordinate (26 mars 2003)
- 1. ABORT//CLEAR-
- 2. Out Of Orbit~Triple ZERO~ (phase shift mix)
- 3. INVOKE-
- 4. Meteor-
- 5. NEO SPHERE-
- 6. BRIGADE
- 7. Juggling ~acoustic GTR "turbo" starter~
- 8. Tide Moon River
- 9. BOARDING (phase shift armoured version)
- 10. INVOKE (TV opening version)
- 11. THUNDERBIRD ~version "in the force"~
- 12. HEART OF SWORD ~yoake mae~ (U.S. release exclusive)

SEVENTH HEAVEN (17 mars 2004)
- 1. Key of SEVENTH HEAVEN
- 2. Albiero (album ver.)
- 3. Zips
- 4. destined for...
- 5. ARTERIAL FEAR
- 6. Graceful World
- 7. GUNJOH
- 8. Get Over The Rain
- 9. Engraved On the Moon
- 10. Tears Macerate Reason
- 11. Wheel of fortune

vertical infinity (26 janvier 2005)
- 1. Vertical Infinity
- 2. Ignited
- 3. To-Ri-Ko
- 4. Timeless - Möbius Rover
- 5. Web of Night [English Album Version]
- 6. Ultimate
- 7. Mohaya - Can't Begin Without You
- 8. Scarlet Sand
- 9. Bring It On
- 10. White Darkness
- 11. Chase/The Thrill
- 12. Web of Night [Japanese Album Version] (U.S release exclusive)
- 13. Albireo [DVD][Live] (U.S. release exclusive)

CLOUD NINE (20 avril 2011)
- 1. CLOUD NINE ~Instrumental~
- 2. Pearl in the Shell
- 3. Naked Arms
- 4. Mizu ni Utsuru Tsuki
- 5. Wasteland Lost
- 6. Thousand Morning Refrain
- 7. SWORD SUMMIT
- 8. 09 lives
- 9. Fate & Faith
- 10. Reload
- 11. Fortune Maker
- 12. Save the One, Save the All

T.M.R. Live Revolution 11-12 - Cloud Nine - (12 septembre 2012)
- 1. Save The One, Save The All
- 2. resonance
- 3. crosswise
- 4. Fate and Faith
- 5. ARTERIAL FEAR
- 6. Reload
- 7. Naked arms
- 8. SWORD SUMMIT
- 9. FLAGS
- 10. Pearl in the shell
- 11. Thousands Morning Refrain
- 12. The party must go on
- 13. CHASE/THE THRILL

### Singles
- BLACK OR WHITE? (25 mai 1995) [sous le nom de Daisuke Asakura expd. Takanori Nishikawa]
- "独裁 -monopolize-" (Dokusai -monopolize-; Dictatorship -monopolize-) (13 mai 1996)
- 臍淑女 -ヴィーナス- (Hesoshukujo -Venus-; Navel Lady -Venus-) (17 juin 1996)
- HEART OF SWORD ～夜明け前～ (HEART OF SWORD ~Yoake Mae~; HEART OF SWORD ~Before Dawn~) (11 novembre 1996)
- LEVEL 4 (21 avril 1997)
- HIGH PRESSURE (1er juillet 1997)
- WHITE BREATH (22 octobre 1997)
- 蒼い霹靂 (Aoi Hekireki; Blue Thunder) (25 février 1998)
- HOT LIMIT (24 juin, 1998)
- THUNDERBIRD (7 octobre 1998)
- Burnin’ X’mas (28 octobre 1998)
- WILD RUSH (3 février 1999)
- BLACK OR WHITE? version 3 (19 avril 2000)
- HEAT CAPACITY (24 mai 2000)
- 魔弾 ～Der Freischütz～/Love Saver (Madan ~Der Freischütz~; Magic Bullet ~The Freeshooter~) (6 septembre 2000)
- BOARDING (7 février 2001)
- Out of Orbit ~Triple ZERO~ (20 février 2002)
- INVOKE (30 octobre 2002)
- Albireo (25 février 2004)
- Web of Night (28 juillet 2004)
- ignited (3 novembre 2004)
- vestige (17 août 2005)
- resonance (11 juin 2008)
- Naked Arms/Sword Summit (11 août 2010)
- Save The One, Save The All (1er décembre 2010)
- FLAGS (22 juin 2011)
- Preserved Roses (avec Nana Mizuki) (15 mai 2013)
- Summer Blizzard (13 août 2013)
- Kakumei Dualism (avec Nana Mizuki) (23 octobre 2013)
- HEAVEN ONLY KNOWS ~Get the Power~ (12 novembre 2013)
- Counte ZERO (12 février 2014)

### Divers albums
- DISCORdanza: Try My Remix ~Single Collections~ (28 juin 2000) [remix album]
- B☆E☆S☆T (6 mars 2002) [compilation]
- 1000000000000 (7 juin 2006) [Compilation 10e anniversaire]
- X42S-REVOLUTION (24 mars 2010) [Sorti à l'occasion de l’événement organisé pour le 30e anniversaire de la série Gundam
- GEISHA BOY - ANIME SONG EXPERIENCE (9 octobre 2013) [Compilation de titres ayant servi à divers anime]

### VHS
- MAKES REVOLUTION (21 septembre 1996)
- LIVE REVOLUTION 1 -MAKES REVOLUTION- (1er décembre 1996)
- restoration LEVEL➝3 (21 mai 1997)
- LIVE REVOLUTION 2 -restoration LEVEL➝3- (1er août 1997)
- triple joker (1er mars 1998)
- LIVE REVOLUTION 3 -KING OF JOKER- (18 juin 1998)
- the force (17 mars 1999)
- LIVE REVOLUTION 4 -THE FORCE- (21 mai 1999)
- 0001 (19 septembre 2001)

### DVD
- The Summary -summarize 1- (19 décembre 2001)
- The Summary -summarize 2- (19 décembre 2001)
- The Summary -summarize 3- (19 décembre 2001)
- The Summary -summarize 4- (19 décembre 2001)
- SUMMER CRUSH (4 décembre 2002)
- SONIC WARP the Visual Fields (19 novembre 2003)
- SEVENTH HEAVEN LIVE REVOLUTION ’04 (24 mars 2005)
- 1000000000000 (21 juin 2006)
- T.M.R. LIVE REVOLUTION '06 -Under:Cover- (18 avril 2007)
- T.M.R. LIVE REVOLUTION '12 - 15th Anniversary FINAL - (19 septembre 2012)
- T.M.R. Live Revolution' 13 - Under 2 Cover - (12 février 2014)

### Bluray
- T.M.R. LIVE REVOLUTION '06 -Under:Cover- (18 avril 2007)
- T.M.R. LIVE REVOLUTION '12 - 15th Anniversary FINAL - (19 septembre 2012)
- T.M.R. Live Revolution' 13 - Under 2 Cover - (12 février 2014)

### Bandes Originales (BO)
- Rurouni Kenshin Original Soundtrack 3 (21 avril 1997)
- Rurouni Kenshin Best Theme Collection (21 mars 1998)
- Mobile Suit Gundam SEED Suit CD, Volume 4: Miguel Ayman × Nicol Amarfi (21 juin 2003)
- Mobile Suit Gundam SEED Original Soundtrack 3 (21 septembre 2003)
- Mobile Suit Gundam SEED Complete Best (26 septembre 2003 / 15 janvier 2004)
- Spider-Man 2 Original Soundtrack (20 juin 2004) [Edition Japonaise]
- Mobile Suit Gundam SEED Original Soundtrack 4 (16 décembre 2004)
- Mobile Suit Gundam SEED Destiny Complete Best Dash (2 novembre 2005 / 7 mars 2006)

### Compilations avec d'autres artistes
- DAynamite Mix Juice 1 ~You know beat?~ (19 juillet 2000)
- JPop CD (1er octobre 2003)
- a-nation ’05 BEST HIT SELECTION (27 juillet 2005)

### Reprises
- THE MODS TRIBUTE ~SO WHAT!!~ (11 avril 2001) ➝ “JUST SAY FUCK NO” [sous le nom de Takanori Nishikawa]
- UNDER:COVER (1er janvier 2006) [“Reprises/Réorchestrations les plus demandées de ses propres titres”]
- Lif-e-Motions (15 février 2006) ➝ Reprise de “Silver and Gold dance” du groupe TRF
- UNDER:COVER 2 (27 février 2013) [“Reprises/Réorchestrations les plus demandées de ses propres titres”]

## Luis-Mary
Avec son groupe de visual kei Luis-Mary, le chanteur a sorti 4 albums, 4 compilations et 4 singles

### Albums
- Lainy Blue (20 juin 1991)
- Damage (21 juillet 1991)
- 砂漠の雨 (16 mars 1992)
- Rush (5 mars 1993)

### Singles
- Lainy Blue (23 janvier 1991)
- Rainy Blue (21 novembre 1991)
- Whisper (In Your Eyes) (10 mars 1992)
- Drive Me Mad (21 octobre 1992)

### Compilations
- Best Collection (21 juillet 1993)
- Perfect Selection (26 septembre 1997)
- Perfect Selection 2 (17 décembre 1997)
- Perfect Selection 3 (18 mars 1998)

## the end of genesis T.M.Revolution turbo type D
Sous le nom de the end of genesis T.M.Revolution turbo type D, le chanteur a sorti 1 album, 3 singles, 2 VHS et 1 DVD.

### Album
- Suite Season (2 février 2000)

### Singles
- 陽炎 -KAGEROH- (Kagerō; Heat Haze) (23 juin 1999)
- 月虹 -GEKKOH- (Gekkō; Moon Rainbow) (22 septembre 1999)
- 雪幻 -winter dust- (Setsugen -winter dust-; Snow Illusion -winter dust-) (17 novembre 1999)

### VHS
- Picture from Suite Season (12 mars 2000)
- LIVE ARENA 2000 A.D. (26 juillet 2000)

### DVD
- LIVE ARENA 2000 A.D. (26 juillet 2000)

## Abingdon Boys School
Avec son groupe de J-rock Abingdon Boys School, le chanteur a sorti 3 albums, 9 singles, 3 DVD et 1 Bluray.

### Albums
- Abingdon Boys School (17 octobre 2007)
- Teaching Materials (30 octobre 2009)
- Abingdon Road (27 janvier 2010)

### Singles
- Innocent Sorrow  (6 décembre 2006)
- Howling (16 mai 2007)
- Nephilim (4 juillet 2007)
- Blade Chord (5 décembre 2007)
- STRENGTH. (25 février 2009)
- JAP (26 août 2009)
- Kimi no uta (16 décembre 2009)
- From Dusk Till Dawn (5 septembre 2012)
- WE aRE

### DVD
- abingdon boys school JAPAN TOUR 2008 (16 juillet 2008)
- Abingdon Road Movies (27 janvier 2010)
- abingdon boys school JAPAN TOUR 2010 (29 septembre 2010)

### Bluray
- abingdon boys school JAPAN TOUR 2010 (29 septembre 2010)

## T.M.H.R.
Avec les artistes Miguel Guerreiro (Migeru) et Hitomi Shimatani il a sorti 1 album.

### Album
Chikara ni Kaete (チカラにかえて) (12 septembre 2012)
- 1. CHIKARA NI KAETE/ T.M.H.R. (チカラにかえて/ T.M.H.R.)
- 2. SHOUSHUURIKI NO UTA/ Miguel Guerreiro (消臭力のうた/ ミゲル)
- 3. CHIKARA NI KAETE (チカラにかえて (カラオケ))
- 4. SHOUSHUURIKI NO UTA (消臭力のうた (カラオケ))